# Doberman
Doberman pinscher (ali Dobermann, predvsem v nemško govorečih predelih) je srednje velik pes, teža pri samcih je 40–45 kg, pri samicah pa 32–35 kg. Država izvora je Nemčija. Publikacije z veljavnim originalnim standardom je bila izdana 14. februarja 1994. Doberman Pinscher se uporablja kot spremljevalni, delovni in pes za zaščito. Po klasifikaciji FCI spada v skupino 2 (pinč in šnavcer, švicarski planšarski es, Molosser). Uvrščamo ga v sekcijo 1 (pinč in šnavcer). Če želite psa z delovnim izpitom, je dobermann pinscher idealna pasma.

## Glava
Zgornji del glave je močna in mora odgovarjati okvirju telesa. Gledano od zgoraj, daje glava videz topega klina. Prečna linija temena gledana od spredaj, mora potekati vodoravno ne padajoče proti ušesom. V nadaljevanju od nosnice skoraj ravno potekajoča linija temenske kosti, pada proti tilniku v rahli okroglini. Loki obrvi so dobro razviti, toda ne izstopajo. Čelna brazda je še vidna. Glavna lobanjska kost (zadnja) ne sme biti izstopajoča. Če gledamo od zgoraj in od spredaj, ne smejo delovati stranske ploskve glave izstopajoče (zadebeljene ličnice). Stranski lahni obok zgornje čeljusti in ličnice, morajo biti v harmoniji s celotno dolžino glave. Dobro razvita muskulatura glave.
Njegov stop bi lahko opisali takole: čelo je majhno, ampak dobro razpoznavno razvito.

## Obrazni del lobanje
Konica smrčka je dobro oblikovana, bolj široka kot okrogla z velikimi odprtinami (nosnicami) ne, da izstopajo. Pri črnih psih je črn, pri rjavih prilagojen s svetlejšo nianso. Gobec je v sorazmerju z glavo in močno razvit. Ugriz je globok, ustna razpoka seže daleč do vilic (Molaren). Dobra širina gobca (ugriza) je prisotna tudi v področju zgornjih in spodnjih sekalcev. Viseče ustnice se trdno in gladko prilegajo čeljusti ter s tem zagotovijo, da se ustna razpoka napeto zapre. Temna pigmentacija ima pri rjavih malo svetlejši ton. Čeljust je močna in široka tako zgornja kot spodnja čeljust. Ima škarjasti ugriz, 42 zob po zobni shemi in normalno velikost. Oči so srednje velike, ovalne in temne barve. Pri rjavih psih je dopustno, da so svetlejše. Ima dobro prilagajoče veke. Rob veke je poraščen. Stoječa ušesa pokončno stojijo in so porezana na dolžino, ki je sorazmerna z glavo. Če je v kaki državi v veljavi prepoved kupiranja je istovetno priznano ne kupirano uho. Po navadi je želeno (ni pa pravilo) srednje velikosti z gladkim sprednjim robom, ki leži ob licih. Vrat je v razmerju z glavo in telesom. Doberman je suh in mišičast. Njegova linija vratu je vzpenjajoča in privlačno obokana. Drža je ponosna in kaže veliko plemenitosti.

## Telo
Viher je predvsem pri samcih v dolžini in višini poudarjen ter je zaradi tega hrbtna linija od križa navzgor rastoča. Hrbet je kratek in trden z dobro širino ter muskulaturo. Ledja imajo dobro širino in muskulaturo. Samica je lahko v ledvenem predelu nekaj daljša, ker potrebuje prostor za seske. Križ je od križnice v smeri nastavka repa, majhen, komaj zaznano padajoč; tako daje videz dobre oblosti-zaokroženosti je niti raven niti opazno padajoč. Dobra širina in muskulatura. Dolžina in globina prsnega koša je v sorazmerju s celotno dolžino trupa, pri tem mora doseči globina z rahlo oblimi rebri , približno polovico višine vihra. Prsni koš ima dobro širino in »naprej« izrazit (predprsa). Trebušna linija je od konca prsnice do medenice in je razločno potegnjena navzgor. Rep je visoko nasajen in kratko kupiran pri čemer ostaneta dve repni vretenci vidno ohranjeni. V državah, kjer je z zakonom kupiranje prepovedano, ostane rep naraven-dolg.

## Mere sklepov
Sprednje noge gledano z vseh strani so skoraj ravne, d.h. navpično v smeri tal in so močno oblikovane. Pleče se tesno prilega prsnemu košu in ima na obeh straneh plečnih kosti dobro razvito muskulaturo in se dviga nad (trnastimi nadaljevanji) prsnimi vretenci. Po možnosti poševna in dobro »ležeča nazaj« kot znaša v primerjavi z vodoravno linijo 50°. Zgornji del noge mora imeti dobro dolžino z dobro muskulaturo s kotom na pleče 105°-110°. Komolec je lepo prilegajoč ne obrnjen nazven. Podlaket je močna in ravna z dobro muskulaturo. Dolžina v harmoniji s celotnim telesom. Sklep na sprednji nogi je močan. Kosti na sprednjem delu noge so močne od spredaj gledano ravne s strani pa rahlo poševne (največ 10°). Sprednja šapa je kratka in zaprta. Prsti so obokani navzgor (mačje šape); kremplji pa so kratki in črni.

## Zadnja noga
Od zadaj gledano, deluje doberman zaradi svoje medenične muskulature v predelu kolkov in križa širok in oblast-zaokrožen. Mišice, ki potekajo od križa proti zgornjem in spodnjem delu stegna, dajo videz dobre razvitosti v širino tudi v predelu zgornjega stegna, kolena in spodnjega dela stegna. Močne zadnje noge so ravne in paralelne. Zgornji del stegna ima dobro dolžino in širino ter močno muskulaturo. Izredno dobra je tudi gibljivost (winkelung-kotnost, okotenost) v kolčnem sklepu. Kot do horizontale znaša 80°-85°. Kolenski sklep je močen in sestavljen iz zgornjega in spodnjega stegna ter pogačice. Kolenski kot znaša 130°.
Spodnji del stegna je srednje dolg v harmoniji s celotno dolžino zadnje noge. Skočni sklep je srednje močen in paralelen. Kosti spodnjega dela stegna so povezane v skočnem sklepu s piščaljo (kost) – (kot ca. 140°). Zadnja piščal  je kratka in stoji navpično na tla. Pri zadnji šapi je kot pri sprednji: prsti so kratki, obokani in zaprti. Kremplji kratki in črni. Gibalni mehanizem je pri dobermanu izredno pomemben tako za delovno sposobnost, kot za zunanji izgled. Gibanje je elastično, elegantno, okretno, svobodno in privlačno. Sprednje noge se morajo čim bolj raztegniti naprej. Zadnje noge pa v veliki meri dodajo elastičen pospešek, ki je potreben za gibanje. Sprednja noga na eni in zadnja noga na drugi strani, se istočasno pomakneta naprej. Dobra trdnost hrbta, vezi in sklepov. Koža je povsod enakomerno napeta in dobro pigmentirana. Dlaka je kratka, trda in gosta. Leži trdno in se gladko prilega in je enakomerno porazdeljena po vsej površini. Poddlaka ni dopustna. Barva je črna ali rjava z rjasto rdečimi ostro omejenimi, čistimi ožigi. Ožigi se nahajajo na gobcu, kot madež na licih nad obrvmi, na vratu, dva madeža na prsih, na sprednjem delu nog in šapah, na notranji strani zgornjega dela zadnjih nog, na štrclju in na sednem delu.

## Splošni vizualni opis
Višina na vihru je pri samcih 68-72 cm, pri samicah pa 63-68 cm. Zaželena je srednja višina. Samci tehtajo ca. 40-45 kg, samice pa ca. 32-35 kg. Vsak odmik od omenjenih točk, se šteje kot hiba in vrednotenje te napake naj bo v točnem razmerju do stopnje odklona od normale. Pri splošnem izgledu se osredotočimo na pomanjkljivo ločljivost pripadnosti spolu, premalo substance, prelahek, pretežak, previsok, slabo okostje. Pri glavi pazimo, da ni premočna, preveč drobna, prekratka, predolga, preveč / premalo »stop-a« preveč padajoča linija temenske kosti, slabo izoblikovana spodnja čeljust, okrogle ali šilaste oči, svetle oči, premočne ličnice, ne prilegajoče viseče ustnice, odprto-pregloboko ležeče oko, previsoko ali prenizko nastavljena ušesa, odprt ustni kot. Vrat naj ne bo malo prekratek, prekratek, preveč razvita koža na spodnjem delu vrata, jelenji vrat, predolg (neharmoničen), trebušast vrat. Telo naj nima mehak hrbet, padajoč križ, kotanjast-spuščajoč hrbet, hrbet oblike krapa, premalo / preveč izstopajoča rebra, nezadovoljiva globina oziroma širina prsnega koša, v celoti predolg hrbet, manjkajoča prsnica, previsoko ali prenizko nastavljen rep, linija trebuha je premalo/preveč zavit lok navzgor. Pri merah sklepov bodimo previdni na premali / preveliki kot na sprednjih in zadnjih nogah, brez komolcev, odmik od standardne dolžine, dolžine kosti in sklepov, prsti preveč skupaj/narazen, stoja zadnjih nog podobna kravji, sodasta (O), ozka (X), odprte ali mehke šape, zviti prsti, svetli kremplji. Dlaka: presvetli, neostri in sajasti ožigi, pretemna maska, veliki črni madeži na nogah, komaj vidni ali preveliki ožigi na prsih. Dolga, mehka, ne svetleča in valovita dlaka, kot tudi premalo poraščena in plešasta mesta. Večji vrtinci posebno na telesu in vidna poddlaka. Narava: pomanjkanje samozavesti, prevelik temperament, prevelika ostrost, previsok/prenizek prag razdražljivosti. Velikost: višine, ki imajo večji odmik od standarda kot 2 cm, so nesprejemljive. Način hoje: majava, drobincljeva, nesproščena hoja in sedlasta hoja (Passgang).

## Diskvalificirajoče napake
Diskvalificirajoče napake so izrecno na glavo postavljeni »spolni pečati«, rumene oči (oči ptic roparic), oči različne barve, predugriz, zaugriz, manjkajoči zobje po shemi zob, na dlaki beli madeži, izrecno dolgodlaki psi z valovito dlako, izrecno redka dlaka, mesta brez dlake, da so plašni, nervozni, agresivni, da presegajo višino po standardu za 2 cm navzgor ali navzdol in da nimajo dveh dobro razvitih mod, ki sta popolnoma v modnih vrečkah.

## Kratek zgodovinski pregled
Pasma doberman ima kot edina nemška pasma ime po svojem prvem poznanem vzreditelju Friedrichu Louisu Dobermannu (2. januar 1834 - 9. junij 1894). Po izročilu je bil davčni izterjevalec, revirski upravitelj in konjederec ("šintar") z zakonsko pravico, da polovi vse prosto tekajoče pse. Za vzrejo je iz teh rezerv paril posebno ostre pse. Najpomembnejšo vlogo pri nastanku pasme doberman imajo tako imenovani »mesarski psi«, ki so že takrat veljali kot relativno vzrejna »pasma«. Ti psi so bili nekako predniki današnjega rottweilerja pomešani z neko vrsto ovčarja, ki je bil prisoten v Thuringenu v črni barvi z rdeče-rjavimi ožigi. S to našteto mešanico psov je Gospod Dobermann vzrejal v 70. letih prejšnjega stoletja. S tem je dobil »svojo pasmo« delovne pse, ki niso bili samo dobri čuvaji ampak tudi »močni stabilni psi za hišo in dvor.
Uporabljali so jih največ kot čuvaje in policijske pse. Ker so jih veliko uporabljali kot službene pse pri policiji se jih je prijelo ime »žandarski pes«. Pri lovu so jih največkrat uporabljali za lov na zveri-roparice. Po teh opisanih predpostavkah je bilo nujno že v začetku tega stoletja, da je bil doberman uradno priznan kot policijski pes. Vzreja dobermanov teži k srednje velikem, močnem, mišičasto grajenem psu, ki ima kljub substanci, elegantno in plemenito linijo telesa. Posebno primeren naj bi bil kot spremljevalni pes, pes za zaščito, delovni pes in družinski pes.
- Doberman potrebuje veliko gibanja in ukvarjanja z njim. Je zelo temperamenten pes, občutljiv, potrebuje vodnika, ki je odločen in ljubezniv (ne pa strog in s »trdo« roko)
- Doberman naj ne bi bival v pesjaku, balkonu, garaži ali kakršni koli drugi obliki, s katero bi ga izolirali od družine
- Celotna družina se mora strinjati, da pride doberman domov
- Ste pripravljeni, če bi bilo potrebno, 24 ur na dan skrbeti za psa? Če ne boste imeli časa; kaj takrat?
- Pri planiranju dopustov ne smete pozabiti nanj
- Novi družinski član bremeni družinski proračun (veterinar, davek, zavarovanje, hrana, dodatna oprema, ...)

Doberman samec je posebej v mladih letih pogosto navihan, trmast in dominantnejši kot samica. Veliko samcev je veliko bolj zadovoljnih zunaj kot v hiši, seveda z vsakodnevnim, zadostnim ukvarjanjem z njim. 
Zvesta svojemu gospodarju in pripravljena na vse v primeru »zaščite« svojega gospodarja ali doma, sta tako pes kot psica . 
Ne ravnodušnost do tujcev in s tem značilno obnašanje je doberman nekaterim ljudem neprijeten. Tako kot je zvest, potreben nežnosti v svoji družini je na drugi strani »težek« in jasen – pokaže tujcem, da se na njegovem revirju ne more zgoditi nič brez njegove privolitve ali odobritve njegovega gospodarja. 
Seveda je to vse pogojeno s samo vzgojo dobermana. Je veliko dobermanov, ki so sila prijazni tudi do tujcev in se celo pustijo božati. 
Vendar moramo zmeraj računati s tem, da se bomo večkrat soočili z njegovo prirojeno naravo. 
Dobermani se z otroki načeloma dobro razumejo. Jasno pa je, da so tudi primeri dobermanov (kot pri vseh ostalih pasmah), ki niso tako navdušeni nad njimi.V tem primeru se doberman raje umakne, kar je zelo dobra rešitev.

## Doberman mladički
Zelo se zanimajo za okolico in vse kar je novo. Za dobro vzgojo je zelo pomembno, da mladiču pokažemo vse počasi in v miru. Zaradi njegove inteligence mu je prirojena velika previdnost nasproti vsem novim situacijam. 
Na primer pri psih drugih pasem, ki so že od začetka zelo radovedni in jih ni ničesar strah, doberman pa je le izredno pazljiv. Veliko začetnikov (lastnikov) lahko v tem času naredi veliko napak, da od mladiča pričakuje preveč in ga celo poskuša na silo pripraviti do določenih dejanj…To se ne sme dogajati! Dobermana je potrebno zmeraj prepričati počasi in brez prisile! 
Mirna vzgoja, s posledično primerno kaznijo, če bi bila potrebna je dobra osnova v odnosu pes in gospodar. Doberman ni pes za nervozne in neučakane ljudi. Veliko zgodb v katerih je doberman ugriznil gospodarja, temelji pogosto na pomanjkanju zaupanja ali zlorabi zaupanja psa do gospodarja. Obstaja star rek: »Ne obstaja slab doberman, le slab gospodar!« 
Doberman spada med pse, kateri ne prenašajo in ne pozabijo dolgotrajne, nepravične in trde vzgoje. Ko je z 2-3 leti odrasel in samosvoj in vi kot gospodar niste v tem času osvojili njegovega srca, mu bo popolnoma vseeno za vas in vas v primeru kakšne resne situacije ne bo ščitil. Če ste pa vzpostavili normalen odnos z njim, so skrbi odveč; ne da bi ga kadarkoli učili obrambe/zaščite, vam bo zmeraj zvesto stal ob strani.

### Vzgoja
Že zgodaj morate mladiča vzgajat na igriv način. Dva ukaza morata vsakemu dobermanu že od malih nog bit znana: »Pridi« in »Konec ali ne« 
Na teh dveh osnovnih ukazih lahko gradimo kasnejšo vzgojo. 
Nekateri pravijo, da pes pozna samo črno belo izraženo v žargonu, kar pomeni, da pes pozna samo odločen DA ali odločen NE. 
Večina dobermank-psic je z malo dobrega občutka s strani gospodarja dobra za vzgojo in lažje vodljiva. Doberman samec začne z 5-6 meseci, najkasneje do enega leta kazati njegovo dominantno obnašanje. Potrebuje dosledno vendar ne »pretrdo« vodstvo. Najbolje, je primerno njegovi starosti seveda, da ga naučimo z nekaterimi vajami in nalogami poslušnosti. 
Bili so žal že primeri, da je 3-5 mesecev star dobermanček (pes in psička!), zaradi neizkušenosti svojih gospodarjev ni pustil celotne družine, da bi vstala s kavča. Seveda je družina takega mladiča takoj vrnila vzrediteljem. 
Tudi če so dobermani še tako mladi imajo v primerjavi z drugimi pasmami močan karakter in vztrajajo pri svojem. Zato po navadi ne priporočajo dobermana ljudem, kateri si omislijo kot prvega psa dobermana, ampak bi naj začeli s kakšno drugo pasmo… 
Če bi res v času vzgoje naleteli na težave, je smiselno pravi čas poiskati primerne in izučene ljudi, ki imajo veliko izkušenj z dobermani. Po navadi tudi »normalna pasja društva – klubi« ne znajo rešiti določenih težav z dobermani in s tem se naredi le dodatna škoda psu. 
Osebnost dobermana se razvije dokončno šele s 2-3 leti; v tem času mu morate dati čas, da odraste. 
Lahko bi na kratko rekli, da je doberman pes, ki na gospodarju pusti globok vtis; inteligenten in zvest spremljevalec, ki znova in znova preseneča s svojim pogumom in visoko mejo samoodločanja v dejanjih, s tem fascinira in prevzame gospodarja.